# E. O. Fuhrmann
Ernst Otto Fuhrmann; besser bekannt als E. O. Fuhrmann (* 31. Dezember 1924 in Siegen, Nordrhein-Westfalen; † 10. Juni 1986 in Berlin) war ein deutscher Charakterschauspieler.

## Leben
Am Staatstheater Oldenburg war der seit seiner Kindheit kahlköpfige Fuhrmann 1955 unter anderem als Torarin in Gerhart Hauptmanns Winterballade, als Podkoljessin in Gogols Die Heirat und Lucky in Samuel Becketts Warten auf Godot zu sehen.
Ende der 1950er Jahre wurde er am Berliner Ensemble als Papst in Brechts Leben des Galilei bekannt. In den 1960er Jahren spielte er an den Münchner Kammerspielen, in den 1970er Jahren am Deutschen Schauspielhaus in Hamburg. Beim Theater wie auch beim Film blieb Fuhrmann in der Regel auf die Darstellung von skurrilen Randfiguren beschränkt. 1984 wirkte er bei den Bad Hersfelder Festspielen mit und erhielt in diesem Jahr auch den Hersfeld-Preis.
Ernst Otto Fuhrmann starb einen Tag nach der Premiere einer Parodie der Operette Wiener Blut am Theater des Westens am 10. Juni 1986 in Berlin im Alter von 61 Jahren an Herzversagen. Er wurde auf dem Friedhof in Keitum auf Sylt beigesetzt. Dort erinnert ein weißer Grabstein in Form eines Kreuzes an den Schauspieler.

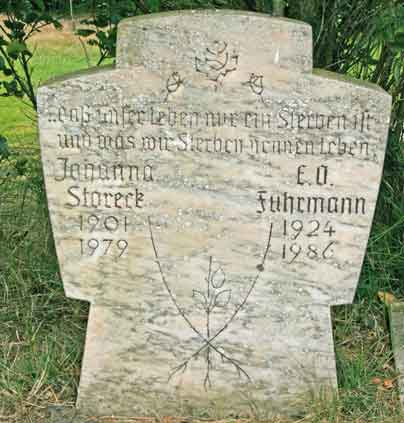
Die Grabstätte von Ernst Otto Fuhrmann auf dem Inselfriedhof in Keitum auf Sylt.

## Auszeichnungen
- 1984: Hersfeld-Preis[1]

## Filmografie (Auswahl)
- 1958: Emilia Galotti
- 1958: Die Geschichte vom armen Hassan
- 1960: Brücke des Schicksals
- 1960: Das schwarze Schaf
- 1962: Er kann’s nicht lassen
- 1962: Woyzeck
- 1963: Zwei Whisky und ein Sofa
- 1964: Gewagtes Spiel: Gefahr für V.128
- 1965: Abschied von gestern
- 1966: Melissa – Durbridge-Dreiteiler
- 1967: Mit Eichenlaub und Feigenblatt
- 1968: Das Schloß
- 1969: Madame und ihre Nichte
- 1972: Blutiger Freitag
- 1973: Mein Onkel Benjamin (TV)
- 1974: Die Jungfrau von Orleans
- 1978: St. Pauli-Landungsbrücken: Eine ganz normale Ausbildung
- 1979: St. Pauli-Landungsbrücken: Der Runner
- 1979: Ein Mord, den jeder begeht (TV)
- 1985: Der wilde Clown
- 1986: Tür an Tür

## Theater
- 1957: Bertolt Brecht: Leben des Galilei (Papst) – Regie: Erich Engel (Berliner Ensemble)
- 1958: Wsewolod Wischnewski: Optimistische Tragödie – Regie: Manfred Wekwerth/Peter Palitzsch (Berliner Ensemble)